# Melecjusz II (patriarcha Antiochii)
Melecjusz II, nazwisko świeckie Doumani (ur. 1839, zm. 1906) – prawosławny Patriarcha Antiochii w latach 1899–1906.